# Konkatedra św. Mikołaja z Bari w Alicante
Konkatedra św. Mikołaja z Bari (hiszp. Concatedral de San Nicolás de Bari, wal. Cocatedral de Sant Nicolau de Bari) – rzymskokatolicka świątynia położona w hiszpańskim mieście Alicante. Konkatedra diecezja Orihueli-Alicante.

## Historia
Kościół wzniesiono w średniowieczu, przedtem to miejsce zajmował meczet. Przebudowany i rozbudowany w latach 1616-1662 według projektu Agustína Bernardiniego i Miguela del Real. 9 marca 1959 kościół został podniesiony do rangi konkatedry.

## Architektura i wyposażenie
Świątynia renesansowo-barokowa. Skrzyżowanie naw wieńczy kopuła sięgająca 45 metrom. Od północy do katedry dobudowana jest barokowa kaplica Komunii (Capilla de la Comunión).

### Wyposażenie
Ołtarz główny wykonał w XVI wieku Nicolás Borrás. Nad wejściem znajdują się XVI-wieczne organy, najstarsze we Wspólnocie Walenckiej. Wnętrze kaplicy Komunii zdobi ołtarz główny pw. Zwiastowania Pańskiego oraz ołtarz św. Mikołaja.